# Ballades en prose

Ballades en prose est le prologue annonçant La Mort du Dauphin et Le Sous-préfet aux champs dans les Lettres de mon moulin d'Alphonse Daudet. 

## Publication
Le texte du prologue titré par Alphonse Daudet Ballades en prose est tout d'abord publié, avec La Mort du Dauphin et Le Sous-préfet aux champs, le 13 octobre 1866, dans L'Événement puis, en 1869, dans la première édition par Pierre-Jules Hetzel des Lettres de mon moulin et, en 1879, dans la réédition du recueil de nouvelles complété par Alphonse Lemerre.

## Résumé
Le narrateur présente, dans ce prologue, le contexte — sa chère Provence déguisée en pays du Nord et l'arrivée en Camargue des cigognes venues du pays de Heinrich Heine — dans lequel il a écrit les deux ballades en prose qui suivent, La Mort du Dauphin et Le Sous-préfet aux champs.